# Distrikt Buenos Aires (Picota)
Der Distrikt Buenos Aires liegt in der Provinz Picota in der Region San Martín in Nordzentral-Peru. Der Distrikt wurde am 7. April 1954 gegründet. Er besitzt eine Fläche von 61,9 km². Beim Zensus 2017 wurden 3094 Einwohner gezählt. Im Jahr 1993 lag die Einwohnerzahl bei 1653, im Jahr 2007 bei 2614. Sitz der Distriktverwaltung ist die 215 m hoch gelegene Ortschaft Buenos Aires mit 982 Einwohnern (Stand 2017). Buenos Aires befindet sich 14 km nördlich der Provinzhauptstadt Picota.

## Geographische Lage
Der Distrikt Buenos Aires liegt am linken Flussufer des nach Norden strömenden Río Huallaga in den östlichen Voranden im Norden der Provinz Picota.
Der Distrikt Buenos Aires grenzt im Süden an den Distrikt Pucacaca, im Westen an die Distrikte San Pablo (Provinz Bellavista) und Santa Rosa (Provinz El Dorado), im Norden an die Distrikte Cuñumbuqui (Provinz Lamas) und Juan Guerra (Provinz San Martín) sowie im Osten an den Distrikt Pilluana.

## Ortschaften
Im Distrikt gibt es neben dem Hauptort folgende größere Ortschaften:
- San Antonio de Paujilzapa (349 Einwohner)